# 論山天安高速公路
論山天安高速公路（：／ Nonsan Cheonan gosokdoro */?），與湖南高速公路共用編號，是連接韓國忠清南道論山市和天安市的一條高速公路。全長81.2公里。
2002年12月23日通車。